# HMS Sir John Moore
Le HMS Sir John Moore était l’un des huit monitors de classe Lord Clive, construits pour la Royal Navy en 1915 afin d’effectuer des bombardements côtiers pendant la Première Guerre mondiale. Le navire a été affecté à la patrouille de Douvres pendant toute la durée de la guerre. Il a été vendu à la ferraille en 1921.

## Conception
La conception de la classe Lord Clive était dérivée de celle de la classe Abercrombie précédente, modifiée pour l’adapter à une batterie principale plus petite et plus légère. Les navires avaient une longueur totale de 102,3 m, une largeur maximale de 26,6 m et un tirant d'eau de 3 m. Ils avaient un déplacement de 5940 tonnes à pleine charge. Pour améliorer la stabilité, des bulbes anti-torpilles de 15 pieds (4,6 m) ont été incorporés dans la coque. L’équipage comptait 12 officiers et 182 matelots.
Le Sir John Moore était propulsé par une paire de moteurs à vapeur à triple expansion à trois cylindres, chacun entraînant un arbre d'hélice utilisant la vapeur fournie par deux chaudières à tubes d'eau au charbon. Les moteurs développaient une puissance totale de 2500 chevaux (1900 kW) et étaient conçus pour une vitesse maximale de 10 nœuds (19 km/h), bien que les navires se soient avérés beaucoup plus lents, le Sir John Moore atteignant seulement une vitesse de 7,8 nœuds (14,4 km/h) lors de ses essais en mer. Les navires avaient une autonomie de 1100 milles marins (2000 km) à une vitesse de croisière de 6,5 nœuds (12,0 km/h).

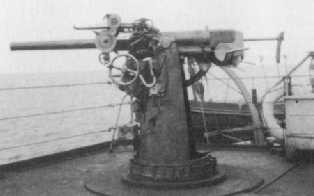
QF 3-pounder sur le Sir John Moore, vers 1918

Les navires étaient armés d’une paire de canons BL de 12 pouces (305 mm) Mk VIII dans une seule tourelle à deux canons. La tourelle du Sir John Moore a été prise sur le vieux cuirassé pré-dreadnought HMS Hannibal. Leur armement antiaérien se composait d’un canon Vickers de 3 livres (47 mm) et d’un canon de 2 livres (40 mm) sur des affûts à angle élevé.

## Carrière
Le Sir John Moore a été nommé en l’honneur du général Sir John Moore. Il a été mis en chantier le 13 janvier 1915 au chantier naval de Scotts Shipbuilding and Engineering Company à Greenock. Le navire a été lancé le 31 mai et mis en service le 22 juillet.
Après l’armistice du 11 novembre 1918, le Sir John Moore a brièvement servi comme tender pour l’école d’artillerie. Il a été placé en réserve au début de l’année 1920 et mis en vente. Le Sir John Moore a été vendu à la ferraille le 8 novembre 1921 et remorqué le 23 décembre 1922 à Brême, en Allemagne, pour sa démolition.